# Marquis Magazine
Marquis est un magazine fetish fondé en 1994 en Allemagne par Peter W. Czernich et Sandra Würdig. Marquis couvre une large palette de sujets concernant la culture fetish : photographie, modèle, livres, films, Mode, Lifestyle. Le magazine tire son nom du Marquis de Sade. Marquis est le magazine fetish no 1 au monde, traduit en anglais, français et même russe.

## Diffusion en France
Après une tentative restée sans lendemain en 2000, le magazine est diffusé en version française : en 2010, les organisateurs du Bal des Supplices (BdS) reprennent la traduction du magazine en français. Tout d'abord disponible en format PDF téléchargeable gratuitement sur le site Internet, le magazine revient sous forme papier et en français à partir d'août 2011.
Chaque année depuis lors, un concours Miss Marquis France visant à représenter le magazine en France et la scène fetish française en Europe est organisé à l'occasion du BdS. En 2010, Rack Framboise remporte la première édition, ce qui lui permet de faire une séance photos avec Peter W. Czernich dans les studios Marquis à Solingen. L'année suivante, Aurore Petite Sukub, model fetish et performeuse shibari, devient la seconde Miss Marquis France.